# Condado de Pierce (Washington)
El condado de Pierce (en inglés: Pierce County), fundado en 1854, es uno de los 39 condados del estado estadounidense de Washington. En el año 2009, el condado tenía una población de 796 836 habitantes y una densidad poblacional de 161 personas por km². La sede del condado es Tacoma.

## Geografía
Según la Oficina del Censo, el condado tiene un área total de 4678 km² (1806,2 mi²), de la cual 4349 km² (1679,2 mi²) es tierra y 332 km² (128,2 mi²) (7,06 %) es agua.

### Condados adyacentes
- Condado de King (norte)
- Condado de Yakima (este)
- Condado de Lewis (sur)
- Condado de Thurston (sur/suroeste)
- Condado de Mason (oeste/noroeste)
- Condado de Kitsap (norte/noroeste)

### Áreas protegidas
- Bosque Nacional Monte Baker-Snoqualmie
- Parque Nacional Monte Rainier
- Refugio Nacional de Vida Salvaje Nisqually

## Demografía
Según el censo de 2000, había 700 820 personas, 260 800 hogares y 180 212 familias residiendo en la localidad. La densidad de población era de 161 hab./km². Había 277 060 viviendas con una densidad media de 64 viviendas/km². El 78,39 % de los habitantes eran blancos, el 6,95 % afroamericanos, el 1,42 % amerindios, el 5,08 % asiáticos, el 0,85 % isleños del Pacífico, el 2,20 % de otras razas y el 5,11 % pertenecía a dos o más razas. El 5,51 % de la población eran hispanos o latinos de cualquier raza.
Los ingresos medios por hogar en la localidad eran de $45 204, y los ingresos medios por familia eran $52 098. Los hombres tenían unos ingresos medios de $38 510 frente a los $20 948 para las mujeres. La renta per cápita para el condado era de $10,50. Alrededor del 8.10 % de la población estaban por debajo del umbral de pobreza.

## Carreteras principales
- Interestatal 5
- Interestatal 705
- Ruta Estatal 16 (Puente Tacoma Narrows)
- Ruta Estatal 167
- Ruta Estatal 410
- Ruta Estatal 512

## Localidades
- Alder
- Alderton
- Auburn (parcial)
- Artondale
- Ashford
- Bonney Lake
- Buckley
- Canterwood
- Carbonado
- Clear Lake
- Clover Creek
- Crocker
- DuPont
- Eatonville
- Edgewood
- Elbe
- Elk Plain
- Enumclaw (parcial)
- Fife
- Fife Heights
- Fircrest
- Fort Lewis

- Fox Island
- Frederickson
- Gig Harbor
- Graham
- Greenwater
- Herron Island
- Ketron Island
- Key Center
- La Grande
- Lakewood
- McChord AFB
- McMillin
- Midland
- Milton (parcial)
- North Fort Lewis
- North Puyallup
- Orting
- Pacific (parcial)
- Parkland
- Prairie Heights
- Prairie Ridge

- Purdy
- Puyallup
- Raft Island
- Rosedale
- Roy
- Ruston
- South Creek
- South Hill
- South Prairie
- Spanaway
- Stansberry Lake
- Steilacoom
- Summit
- Summit View
- Sumner
- Tacoma
- University Place
- Vaughn
- Waller
- Wilkeson
- Wollochet

### Otras comunidades
- American Lake
- Anderson Island
- Arletta
- Bethel
- Browns Point
- Burnett
- Camp Murray
- Cascadia
- Cedarview
- Crescent Valley
- Cromwell
- Dash Point
- Dieringer
- Electron
- Elgin
- Firgrove
- Firwood

- Glencove
- Harbor Heights
- Home
- Kapowsin
- Lake Tapps
- Lakebay
- Longbranch
- Longmire
- Loveland
- Maplewood
- McKenna
- McNeil Island
- Meeker
- Midland
- National
- Oakbrook
- Ohop

- Paradise
- Parkland
- Point Fosdick
- Ponderosa Estates
- Rhododendron Park
- Shore Acres
- Shorewood Beach
- Sunny Bay
- Sunrise Beach
- Sylvan
- Thrift
- Tillicum
- Victor
- Villa Beach
- Warren
- Wauna
- Yoman